# Stromszky Ferenc Sámuel
Stromszky Ferenc Sámuel, Franz Samuel Stromsky, Sztromszky (Bazin, 1792. július 13. – Pozsony, 1861. július 20.) a Dunáninneni evangélikus egyházkerület püspöke 1835-től 1850-ig, majd 1860-tól a következő évben bekövetkezett haláláig.

## Élete
Atyja, Stromszky Sámuel bazini polgár és mészáros, anyja Staminger Teréz volt. 1805-ben konfirmált és ezen ideig Bazinban tanult. Ez követően a győri gimnáziumban sajátította el a magyar nyelvet. Idegláz tört ki rajta, ám gyógyulása után sikeresen befejezte az iskolai évet. Miután hazatért, akkor mondta csak meg neki Richter bazini lelkész, hogy apja Győrbe utazott hogy beteg fiát ápolja, ám amikor látta, hogy az jobban van, elindult haza, majd útközben ideglázat kapott és elhunyt.
Ezután gondozója és tanácsadója Richter lelkész lett, aki a fiút a Pozsonyba küldte, ahol Stromszky 1812-ben kiváló eredménnyel fejezte be az evangélikus líceumot. Később pár esztendeig Trencsén megyében és Stájerországban volt nevelő, majd 1815 tavaszától a tübingeni egyetemen tanult, ahonnan 1816 őszén hazatért. Wächter szuperintendens avatta fel Bécsben felavatta, ezután helyettes lelkész volt Brünnben. Egy év múlva diakónus lett Lembergben, egyúttal a meiowi uradalom német gyarmatait is szolgálta.
1823. július 12-étől lelkészként működött a sziléziai Hillersdorfban, ahol négy évig szolgált. 1827-ben szülőföldjén járt, ahol sógorát, Filitzky szentgyörgyi papot eskette. Az itt jelenlevő pozsonyiaknak, Biermann lelkésznek és Habermayer Mátyásnak megtetszett Stromszky beszéde, ezért azt kérték tőle, hogy jöjjön be Pozsonyba az országgyűlés alatt prédikálni. Stromszky elfogadta a meghívást és az istentiszteleten Mária Dorottya királyi hercegnő is jelen volt.
1827. november 4-én Rajkára (Moson megye) került lelkésznek, ahol elődje a tűzvészben szerencsétlenül járt Lackner volt. Két évvel később a pozsonyi gyülekezet lelkész lett, ahol 1829. október 18-án mondta el beköszöntő beszédét. Itt gyorsan megnyerte az általános bizalmat, ezért Bilnitza Pál halálát követően nagy szótöbbséggel megválasztották a dunáninneni kerület szuperintendensévé. A beiktatására 1835. július 15-én került sor. (Az ünnepségen mondott beszédek külön füzetben jelentek meg "Solennia inaugorationis . . . Francisci Samuelis Stromszky" Pozsony, 1835. Belnay örököseinél.) Csupán három lustrumon keresztül szolgált, mivel megvádolták azzal, hogy a szabadságharc mozgalmaiban részt vett, ezért 1850. február 19-én kénytelen volt lemondani.
Ezután a gyülekezetének gondozásával foglalkozott és később és esperessé választották. Fontos szerepe volt a líceum fenntartása és újjáalkotásának munkájában. Több alkalommal is járt Németországban és az ő közbenjárására a Gusztáv Adolf Egylet két teológiai tanszék költségeit fedezte, valamint maga is tanított.
1860-ban Magyarország protestáns egyházai visszanyerték törvényes szabadságukat, és Stromszky július 12-én újból szuperintendens lett. Betegsége miatt azonban a következő évben le kellett mondania. 1861. július 20-án hunyt el, temetésén Hollerung modori esperes és régi hivataltársa, Raabe mondtak beszédet.

## Családja
1820. május 15-én kötött házasságot, felesége atyai barátjának, Richter bazini lelkésznek, Erzsébet nevű leánya volt. Házasságukból hét fiú- és két leánygyermek született. Legidősebb fia, Adolf, a szabadságharcban vesztette életét, érzékeny lelkű apja egész életében gyászolta őt.

## Jelleme
Stromszkyt kedves, szíves embernek ismerték, aki ha az egyház jogáról volt szó, hajthatatlanul szilárdnak mutatkozott. Ez a jellemvonása vezérlő szerepet biztosított neki, kora küzdelmeiben, melyekből szóval és írásban kivette részét. Teológiai irányát tekintve a racionalista volt, beszédeiben érzelmes és szónokias, de sohasem szólt az üdvtények ellen, hanem az alapigének parenetikus értékesítésére szorítkozott. Ennek a mérsékelt racionalizmusnak a szellemében állította össze a gyülekezet 1845-ös (második racionalisztikus) énekeskönyvét, mely félszáz esztendeig volt használatban.

## Munkái
- Festpredigten gehalten vor der evangel. Gemeinde zu Hillersdorf im k. k. Antheile Schlesiens. Brünn, 1828.
- Predigt am Gedächtnisstage der Feuersbrunst in dem Markte Rackendorf. Pressburg, 1828.
- Antritts-Predigt, gehalten bei der feierlichen Uebernahme seines Amtes am XVIII. Trin. Sonntag, den 18. Okt. 1829, in dem Bethause der evang. Gemeinde A. B. zu Pressburg. Uo. 1829.
- Ein frommes Herz ist das beste Opfer der Weihe. Eine Predigt, gehalten am 25. Oktober 1829 bey der feierlichen Einweihung des neu erbauten Filial-Bethauses in Karlburg. Uo.
- Trau-Rede bey der feyerlichen Vermählung des Herrn Frid. Ullinger mit Jungfrau Luisa Blasko den 22. Decemb. 1830, als am Geburtstage des Brautvaters. Uo.
- Uns ist bange, aber wir verzagen nicht. Eine Predigt, gehalten... zu Pressburg... zur Erweckung eines christlichen Verhaltens bei den drohenden Uebeln der gegenwärtigen Zeit. Uo. 1831.
- Die würdige Freude über die Rettung Sr. Majestät, unsers theueren jüngern Königs. Eine Predigt, gehalten vor der ev. Gemeinde zu Pressburg am 2. Sept. 1832. Uo.
- Weihe-Rede bey der feierlichen Einsegnung des Ehejubelpaares, des Herrn Simon Peter Weber und Frauen Catharina Weber, geb. Limberger, gesprochen am 29. August 1833. Uo.
- Häusliches Glück. Eine Predigt, gehalten vor der evangelischen Gemeinde zu Pressburg, am 10. Januar 1934. Uo.
- Christliche Vaterlandsliebe. Eine Predigt am Geburtsfeste Sr. Majestät... Franz I. am 9. Februar 1834. Uo.
- Der Werth und der Segen wohleingerichteter Armen-Anstalten. Eine Predigt am XX. Trinitatis-Sonntage 1835, an welchem die zur Abbestellung der Strassen- und Gassen-Bettelei gegründete Armen-Versorgungs-Anstalt ins Leben trat. uo.
- Trauer-Predigt bei der in der ev. Kirche zu Pressburg 1835. veranstalteten Gedächtnissfeyer Sr. Majestät... Franz des Ersten. Uo.
- Trauer-Rede bei der feierlichen Beerdigung des weil. Hochgebornen Herrn Johann Freiherrn Jeszenák v. Királyfia am 26. Dec. 1835. Uo.
- Des Lebens höchster Preis. Eine Predigt bei der öffentlichen religiösen Gedächtnissfeyer des weil... Freyherrn Alexander Prónay v. Tót-Próna. Pest, 1839.
- Weihe Reden bei kirchlichen Einsegnung der neuen Orgel und des wieder hergestellten Gotteshauses der ev. Gemeinde in Pressburg. Pressburg (1839).
- Jesus Christus in den Tagen seiner irdischen Vollendung. Ein Passionsbüchlein für Denkgläubige evang. Christen. Uo. 1840.
- Rede bei der religiösen Weihe des neuen Altarbildes in der evang. Kirche zu Pressburg. Gehalten am 11. Sept. 1842. Uo.
- Predigt zur dritten Saecularfeier des Todestages Dr. Martin Luthers, geh. am Sonntage Quinquagesimae 1846. Uo. 1846.
- Predigt am religiösen Doppelfeste der fünfzigjährigen Amtsjubelfeier und der glücklichen Genesung des nunmehr verklärten Reichspalatin. Uo. 1847. (Raabe C. Agoston predikácziójával együtt az «Unser Friedens- und Trauer-Fest» cz. munkában).
- Feier der Grundsteinlegung an dem neuerbauten Lycealgebäude der evang. Gemeinde zu Pressburg, am 30. Nov. 1855. Uo. 1855.